# New Surrender
New Surrender è il quarto album in studio del gruppo musicale alternative rock statunitense Anberlin, pubblicato nel 2008.

## Tracce
1. The Resistance – 3:17
2. Breaking – 3:26
3. Blame Me! Blame Me! – 3:09
4. Retrace – 3:51
5. Feel Good Drag – 3:08
6. Disappear – 3:37
7. Breathe – 3:35
8. Burn Out Brighter (Northern Lights) – 3:34
9. Younglife – 3:40
10. Haight Street – 2:59
11. Soft Skeletons – 4:09
12. Miserabile Visu (Ex Malo Bonum) – 6:37

## Formazione
- Stephen Christian - voce
- Joseph Milligan - chitarra
- Nathan Strayer - chitarra
- Nathan Young - batteria
- Deon Rexroat - basso

## Classifiche
| Classifica (2008)           | Posizione raggiunta |
| --------------------------- | ------------------- |
| Stati Uniti (Billboard 200) | 13                  |